# Душан Николиш
Душан Николиш (Сјеничак, код Вргинмоста, 1891 — Београд, 7. јануар 1942) био је новинар и преводилац, учесник Првог светског рата и Народноослободилачког рата.

## Биографија
Рођен је 1891. у селу Сјеничак, код Вргинмоста. Био је најстарије од седморо деце свештеника Михајла Николиша и његове супруге Катарине.
Гимназију је завршио у Карловцу, а потом је студирао медицину на Прашком универзитету. На почетку Првог светског рата, 1914.  мобилисан је у 26. карловачку регименту Аустроугарске војске и послат на фронт према Краљевини Србији. Потом је пребачен у Галицију и на руски фронт, где је успео да пребегне на руску страну. Године 1915. је Дунавом стигао у Србију и са српском војском се повлачио преко Албаније на Крф. На Солунском фронту, током 1917. и 1918, радио је у војној бактериолошкој лабораторији пољског научника-бактериолога Лудвика Хиршфелда.
У међуратном периоду, радио је у Београду у Централном пресбироу као новинар и преводилац са чешког језика. Преко свог брата, лекара Гојка Николиша, који је био члан илегалне Комунистичке партије Југославије (КПЈ), повезао се са комунистима и био њихов симпатизер. Имао је и симпатије према Совјетском Савезу. За време грађанског рата у Шпанији, током 1936-1939. помагао је у слању помоћи југословенским добровољцима, који су се борили у редовима Интернационалних бригада. Године 1940. ишао је у Француску, где је покушао да из логора Гирс, на југу Француске, извуче југословенске добровољце, међу којима и свог брата Гојка.
Крајем јула 1941, ухапсила га је Специјална полиција, јер је открила да је био повезан са совјетским обавештајцем Мустафом Голубићем. У затвору Специјалне полиције, на Обилићевом венцу, тешко је мучен, услед чега је 7. јануара 1942. преминуо. Издахнуо је на рукама сликара Стевана Боднарова, са којим је био затворен у истој ћелији.
Спомен-плоча са његовим именом налази се у Алеју стрељаних родољуба 1941—1944. на Новом гробљу у Београду.

## Паула Јурак
Паула Јурак Николиш (Беч, 26. јун 1906 — Београд, 11. септембар 1944) била је Душанова супруга и такође је страдала у току Народноослободилачког рата. У предратним годинама, заједно са супругом, радила је на скупљању помоћи за југословенске добровољце, који су се након грађанског рата у Шпанији, налазили по логорима у Француској. За време окупације, после хапшења супруга, напустила је окупирани Београд и одређено време боравила на Косову. Приликом повратка у Београд, ухапшена је од стране агената Специјалне полиције, који су је током ислеђивања страховито малтретирали и тукли. У логор Бањица пребачена је 17. јуна 1942. године. Током боравка у логору, заједно са другим затвореним женама, од разних одевних предмета радила је разне ручне радове. Била је права уметница у том послу, давала је другима идеје за рад и показивала им како да раде. У очекивању стрељана, до дубоко у ноћ је правила лутке и дечје играчке. Стрељана је 11. септембра 1944. на Јеврејском гробљу у Београду, у последњој групи жена из логора Бањица. Приликом одласка на стрељање, група логорашица, у којој су се поред ње налазиле Радмила Шнајдер, Јованка Букумировић, Олга Вучковић, Зора Илић Обрадовић, Анка Тешић и др, у ходнику логора је према ранијем договору напала стражаре и заменика команданта Петера Кригера. У комешању, један сражар је успео да ослободи руку и опали из револвера, након чега су дошли други стражари и савладали затворенице, од којих су многе убијене на лицу места.